# Барбікан сіроголовий
Барбікан сіроголовий (Gymnobucco bonapartei) — вид дятлоподібних птахів родини лібійних (Lybiidae).

## Поширення
Вид поширений в Центральній Африці від Камеруну до Уганди та Руанди. Мешкає у низовинних дощових лісах, хоча на сході ареалу трапляється на висотах до 2450 м над рівнем моря.